# Altes Land

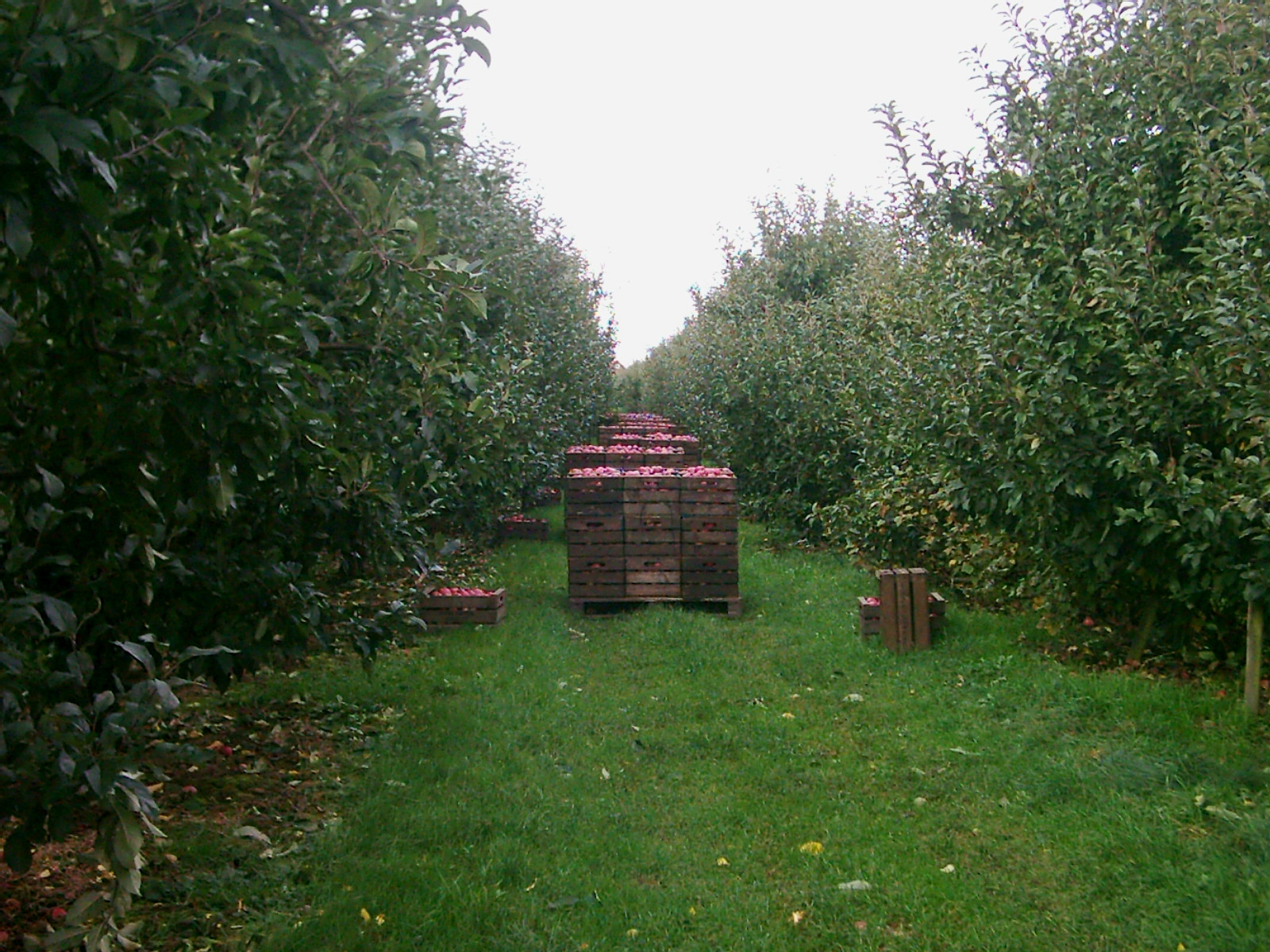
Raccolta di mele nell'Altes Land

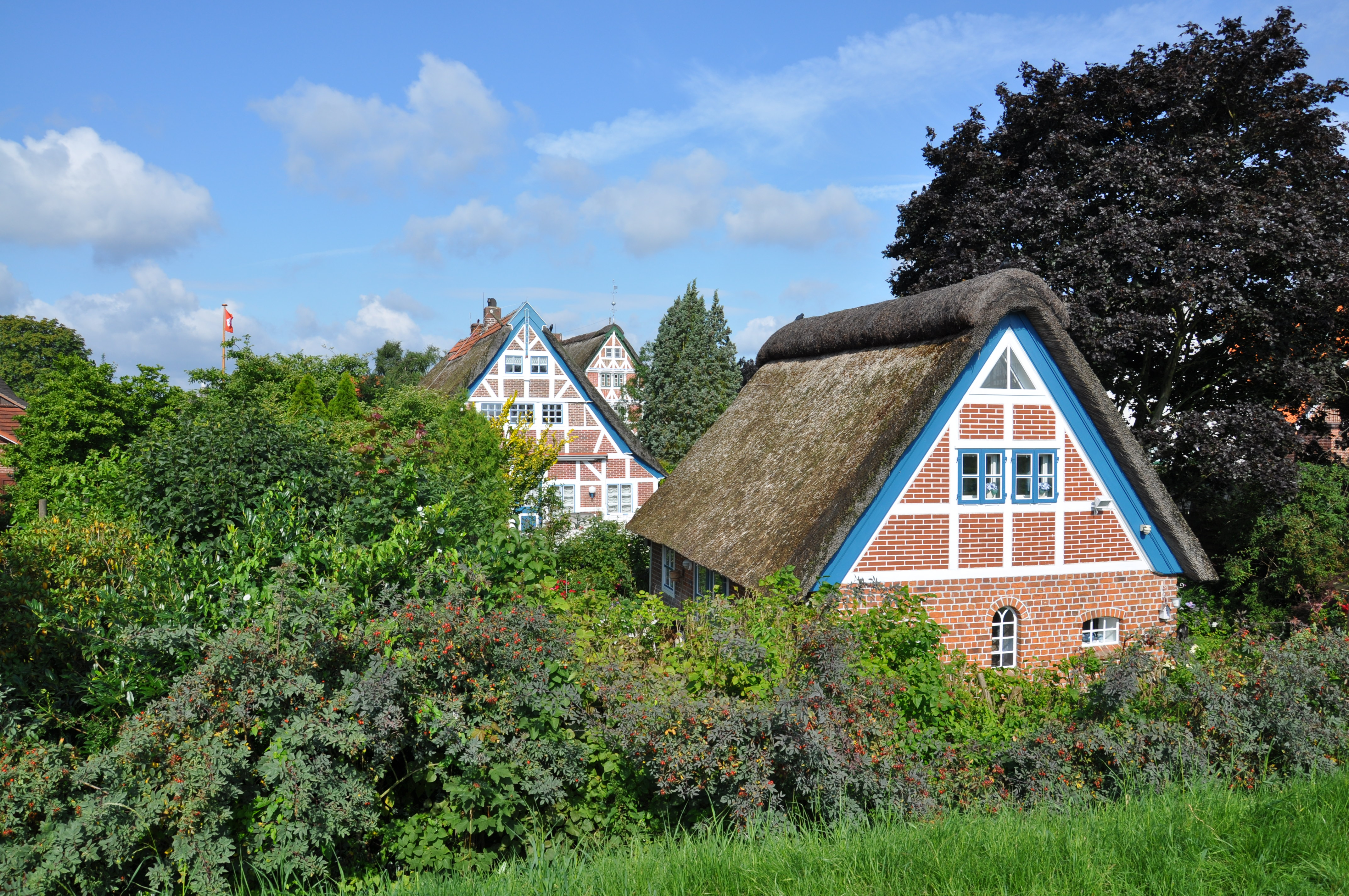
Paese caratteristico dell'Alte Land, Steinkirchen

Altes Land (tedesco: [ˈaltəs ˈlant], ) è un'area di palude bonificata a cavallo tra la Bassa Sassonia e Amburgo. La regione si trova a valle di Amburgo, sulla sponda sud-occidentale dell'Elba, intorno alle città di Stade, Buxtehude e Jork. Ad Amburgo comprende i quartieri di Neuenfelde, Cranz, Francop e Finkenwerder. Altes Land è una delle paludi dell'Elba.
La regione - la più grande regione frutticola contigua del Nord Europa - si estende per 143 km2 (55 km2). Il 76,8% degli alberi è costituito da mele, il 12,7% da ciliegie. Le aree più vicine all'Elba sono quelle con il maggior numero di abitanti. Comprendono le paludi più fertili; verso l'est l'area si collega alle paludi.
La terra fertile ha portato allo sviluppo di una cultura dominata dall'agricoltura. I villaggi sono noti come Marschhufendörfer, un tipo particolare di villaggio in cui le aie sono disposte lungo una strada con il terreno direttamente alle spalle. Una caratteristica è rappresentata dalle case coloniche a graticcio riccamente decorate con i loro elaborati portali.

## Etimologia
Il nome ufficiale della regione è Altes Land, che significa "vecchio paese". Tuttavia, Altes Land è una traduzione errata dell'originale basso sassone Olland, che originariamente non aveva nulla a che fare con "vecchio": Deriva dal termine Olanda, a sua volta derivato da Holtland che significa "Terra boscosa". Si tratta di un riferimento all'originaria bonifica e colonizzazione dell'area da parte dei coloni olandesi. Il primo accordo di colonizzazione risale al 1113 e fu redatto all'epoca dell'arcivescovo Federico I di Brema. Uno dei comuni dell'Altes Land è Hollern, nome che deriva da Holländer (in tedesco "olandesi"). Tuttavia, l'errata traduzione di Olland come Altes Land ha chiuso il cerchio, dato che la maggior parte dei parlanti della Bassa Sassonia si riferisce oggi alla regione come dat Ole Land (letteralmente "la vecchia terra"). Esiste anche un periodico omonimo.

## Geografia e storia

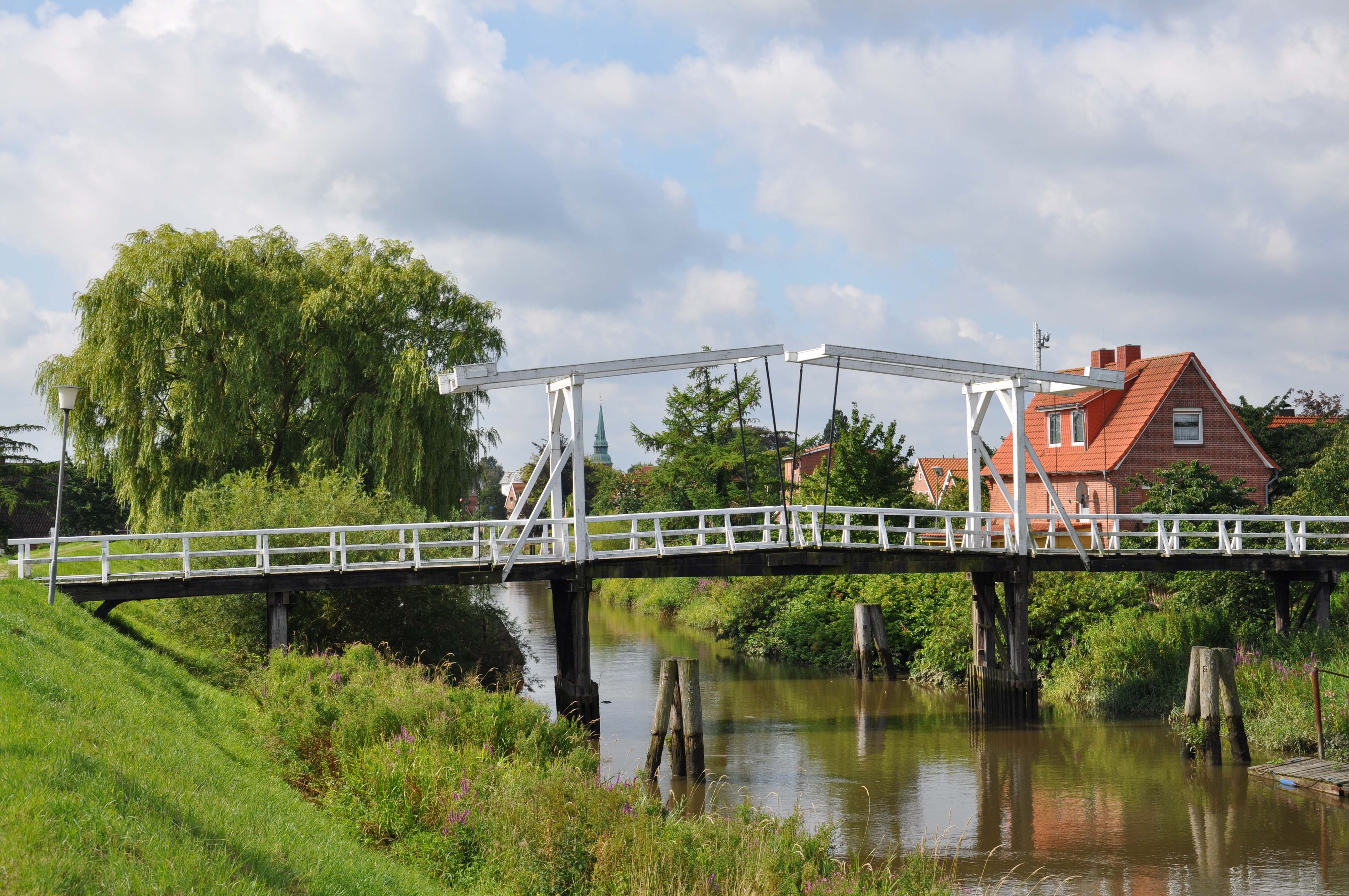
Paesaggio caratteristico con ponte di Hogendiekbrücke

L'Altes Land è diviso in tre "miglia" (Meilen in tedesco): la prima, la seconda e la terza. Queste miglia sono zone lungo le rive del fiume Elba inferiore. Il primo miglio, tra i fiumi Schwinge e Lühe, è stato prima arginato e poi colonizzato intorno al 1140. Il secondo miglio è l'area a est del primo, tra la Lühe e l'Este, un'area che fu arginata alla fine del XII secolo. Il terzo miglio, chiamato Terra Nova, tra l'Este e l'Elba, è stato arginato solo alla fine del XV secolo, quando la zona era particolarmente colpita dalle maree.
Dal 2008 il turismo svolge un ruolo importante nell'economia locale, in particolare durante le stagioni della fioritura dei ciliegi e dei meli. Tuttavia, parti delle piantagioni di frutteti sono state lentamente spostate da insediamenti residenziali. Molte di queste nuove case vengono vendute o affittate ai pendolari che lavorano nella vicina Amburgo.